# آبشار شاه‌لولاک
شاه‌لولاک نام آبشاری دائمی در نزدیکی شهر چرمهین از توابع بخش باغ بهادران شهرستان لنجان در استان اصفهان ایران است. این آبشار نزد مردم محلی به نام‌های شالورا، شاهلورا، شالوران و شاهلراسب نیز نامیده می‌شود.

## موقعیت
آبشار شاه‌لولاک در ۳۲ درجه، ۱۷ دقیقه، ۵۶ ثانیه شمالی و ۵۱ درجه، ۹دقیقه و ۱۰ ثانیه شرقی قرار دارد. محل آبشار شاه‌لولاک روی نقشه نامه ویکی مشخص است. این آبشار در فاصله پنج کیلومتری جنوب شهر چرمهین قرار دارد.
راه دسترسی آن منحصراً از شهر چرمهین می‌گذرد. بدینگونه در جاده اصفهان به شهرکرد در محل چهار راه شهر باغ بهادران باید به سمت چپ تا چرمهین، و از راه جاده کمربندی تا میدان شهرداری چرمهین و از آنجا در بلوار آبشار تا آبشار شاه‌لولاک برویم.

## مشخصات
ارتفاع آبشار شاه‌لولاک هفتاد متر است. در بهار شعبه‌ای دیگر از آبشار شاه‌لولاک شروع به جریان می‌کند که ارتفاع آن نزدیک به نود متر است و آبی خروشان و فصلی دارد و نزد مردم محلی به آبشار هولوکی معروف است. در اطراف آبشار شمار بسیاری آب چکان نیز دیده می‌شود. منحصربه‌فرد بودن آبشار شاه‌لولاک ازاین روی است که به صورت چشمه پرآب و خروشان از میانهٔ دیواره بلند کوه با شیب منفی سرچشمه می‌گیرد در حالی که بیشتر آبشارهای ایران به صورت جوی روان از روی سطح سرازیر می‌گردند.
آبشار شاه‌لولاک در کوهی به همین نام از سلسله کوه‌های رخ در زاگرس مرکزی واقع شده‌است و ارتفاع کوه از سطح آب‌های آزاد دوهزار و هفتصد و پنجاه متر است.
میزان آبدهی آبشار شاه‌لولاک در طول سال متفاوت است ولی آبشار دائمی است. در زمستان کاملاً یخ می‌زند و قندیل‌های زیبا و قطور یخ به ارتفاع هفتاد متر تشکیل می‌دهد.
آب آبشار در قسمتی که نزد مردم محلی به حوض معروف است روی زمین آرام می‌گیرد. بقایای حوض قدیمی به صورت تخته سنگ‌های بزرگ و حجاری شده مشهود است و بر بدنه یکی از سنگ‌ها کتیبه‌ای به زبان فارسی از این قرار حک شده‌است: «این حوض گرانمایه را برای آسایش زوار و… ».
آبشار شاه‌لولاک از روی قندیل‌های عظیم آهکی پوشیده از خزه پایین می‌ریزد. با توجه به ارتفاع زیاد آبشار، آب هنگام ریزش با هوا مخلوط شده و در برخورد با قندیل‌ها به صورت قطرات بارانی و شبنمی ریز به زمین پاشیده می‌شود.
به طور کلی این مکان دارای سه آبشار است که دو آبشار آن دائمی به نام‌های چک چک و آب شرشری و آبشار دیگر موقت و به نام هلکی است. هلکی در زبان پهلوی اشکانی به معنی شکاف است. آبشار موقت هلکی در فصل بهار جاری می‌گردد. ارتفاع این آبشار موقت در حدود 90 متر است و سرازیر شدن آب از این ارتفاع باعث ایجاد صحنه‌ی بی‌نظیر می‌گردد.
در پایین آبشار شاه‌لولاک مجموعه تفریحی و ورزشی دایر است که دوستداران طبیعت، گردشگران، سنگنوردان و کوهنوردان از آن استفاده می‌کنند.

## نام‌گذاری
نام شاه لولاک از قسمتی از حدیث قدسی «لولاک لما خلقت الافلاک» برگرفته شده‌است. به گفته علمای دینی در این حدیث خداوند به محمد می‌گوید که «اگر به خاطر تو نبود آسمانها و زمین را نمی‌آفریدم».
نامهای دیگر این آبشار نزد مردم محلی شالورا، شاهلورا می‌باشد.

## آیین شالورا جاری

منظره عمومی کوه شاه‌لولاک، و دیواره عمودی آن که آبشارهای شاه‌لولاک و هولوکی از آن جریان می‌یابند در میانه تصویر

مراسم آئینی شالورا جاری پس از گذشت هفتاد روز از نوروز و هر ساله در روز هشتم خرداد و هم‌زمان با آغاز دوره گرما انجام می‌شد. از فراگیرترین مراسمی بود که به تقدس و نقش آفرینی این مجموعه بی بدیل کمک می‌نمود.
برای برگزاری این آیین هرساله در روز شصت و نهم سال توسط دشتبان محل فراخوان جار زده می‌شد و زمان فرارسیدن آیین به آگاهی مردم می‌رسید. هرکس به فراخور توانایی خود، خورش یک یا چند روز خود و خانوار خود را مهیا می‌نمود، هر تیره و تباری بخشی از حوزه کنار آبشار را برای اسکان و اتراق خود و فامیل با عنوان یورت آماده نموده بود. (واژه یورت (یا یورد) در زبان مغولی به محل اتراق و سکونت (تابستانی) گفته می‌شود.
اسکان هر طایفه صرفاً در یورت فامیلی انجام می‌شد و هرگز هیچ یورتی خالی نمی‌ماند چرا که اجرای مراسم شالورا جاری واجب و برگزاری هر چه آبرومندانه آن افتخار فامیل محسوب می‌شد.
شروع مراسم از طلوع هفتادمین روز پس از نوروز و پایان آن با شرکت خانم‌ها در آئین دیدار از سنگی منحصربه‌فرد که نقشی خاص بر آن دیده می‌شد، انجام می‌گرفت۰ در واپسین ساعات روز بازگشت مردم به شهر آغاز می‌شد، بیشینه برگزاری آیین شالورا جاری سه تا هفت روز بوده‌است.

## نقش فوکلوریک شاه‌لولاک
آبشار شاه‌لولاک در گذشته نزد مجاوران آن بسیار مقدس و محترم بوده‌است. آبشار به صورت خاص و حتی درختان طاق اطراف آن، مقدس و صاحب اعجاز و مؤثر در رفع مشکلات و درمان بیماریها محسوب می‌شد. مردم محلی به آفریننده شاه‌لولاک سوگند یاد می‌کردند و نذر و نیاز، دخیل بستن به درختان و روشن کردن شمع در چهل دختران مرسوم بود.
قطع درختان، پایمال کردن بوته‌ها و آلوده کردن آب گناهی بزرگ بوده و مرتکب آن مشمول غضب خالق شاه‌لولاک قرار می‌گرفت، حتی بیم آن می‌رفت که چوب قطع شده از درختان شاه‌لولاک در خانه فرد به ماری خشمگین تبدیل شود یا کوه بر سر کسی که نوشیدنی حرام بنوشد سنگ بریزد. این اعتقادات صاف و بی‌پیرایه مردم سال‌ها حافظ زیبائی‌ها و دوام شکوه و عظمت شاه لولاک و پاس‌داشت طبیعت بی‌نظیر آن بوده‌است.

## زیارت چهل دختران

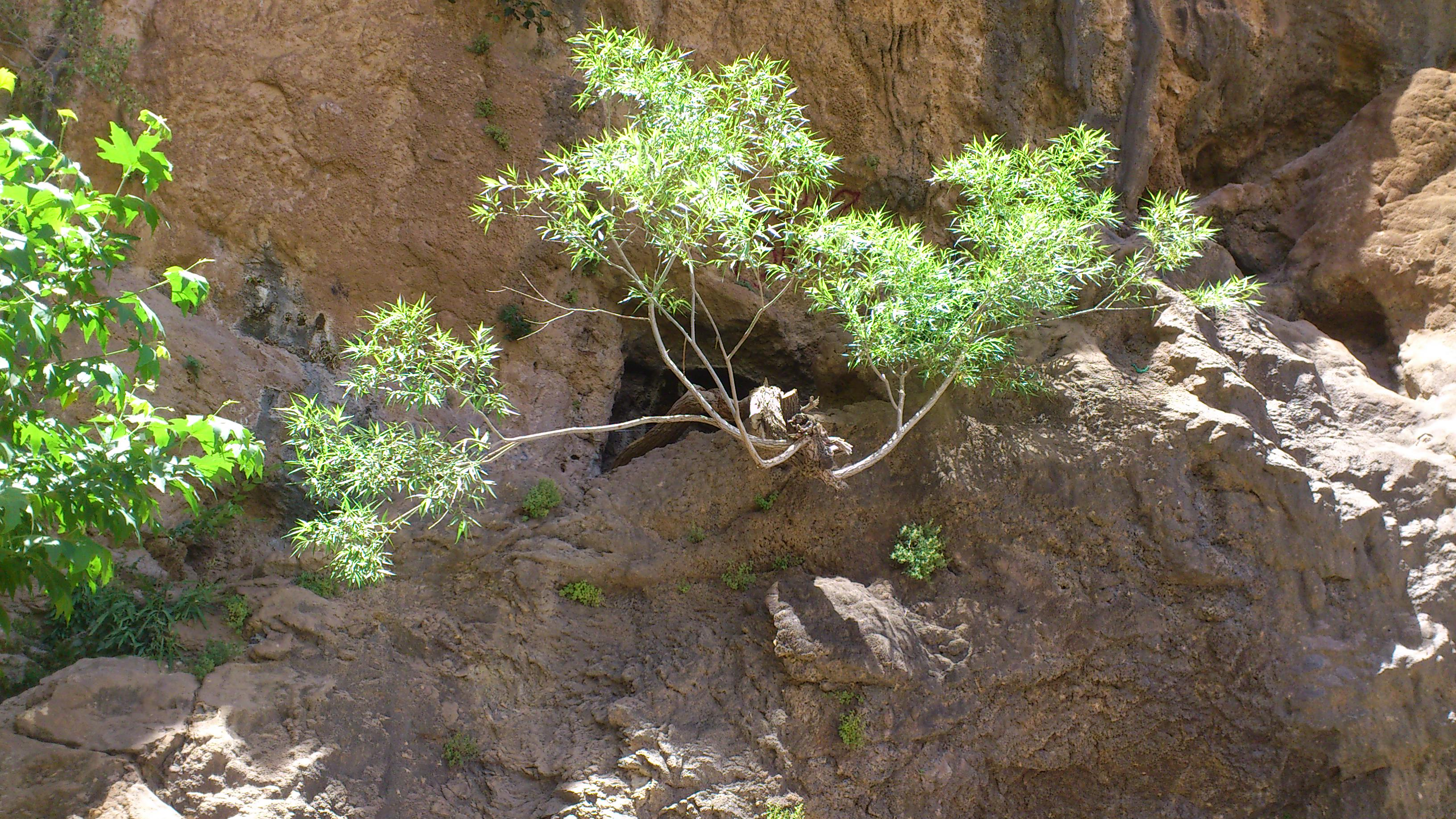
زیارت چهل دختران در کنار آبشار شالورا

چهل دختران حفره‌ای سنگی است در زیر آبشار هولوکی به شکل غاری کوچک، در آن چشمه دائمی کوچکی هست و درختی در آن روییده‌است. بر پایه داستان محلی چهل دختر معصوم از ترس جان خود به این مکان پناه آوردند و در آن از صاحب لولاک دعای عاجزانه کردند که جانشان را از خطر محفوظ دارد، بدان وسیله کوه آن‌ها را دربر گرفت و از آن پس آن مکان بسیار محترم و مقدس شمرده می‌شود.
از شهرهای اطراف بسیار دختران دم بخت یا زنان نازا که در این محل نیت و نذر و دخیل و نشانه بسته‌اند و بسیار به حاجات خود رسیده‌اند.